# Luis Cárdenas Palomino
Luis Cárdenas Palomino (Ciudad de México; México, 25 de abril de 1969) es un exfuncionario público mexicano y antiguo colaborador de la Secretaría de Seguridad Pública federal de México. Fue un alto funcionario público en tareas de seguridad durante el sexenio de Felipe Calderón. En julio de 2021 fue detenido por el delito de tortura en contra de los presuntos secuestradores en el caso donde estuvo involucrada Florence Cassez y la banda "Los Zodiaco". 

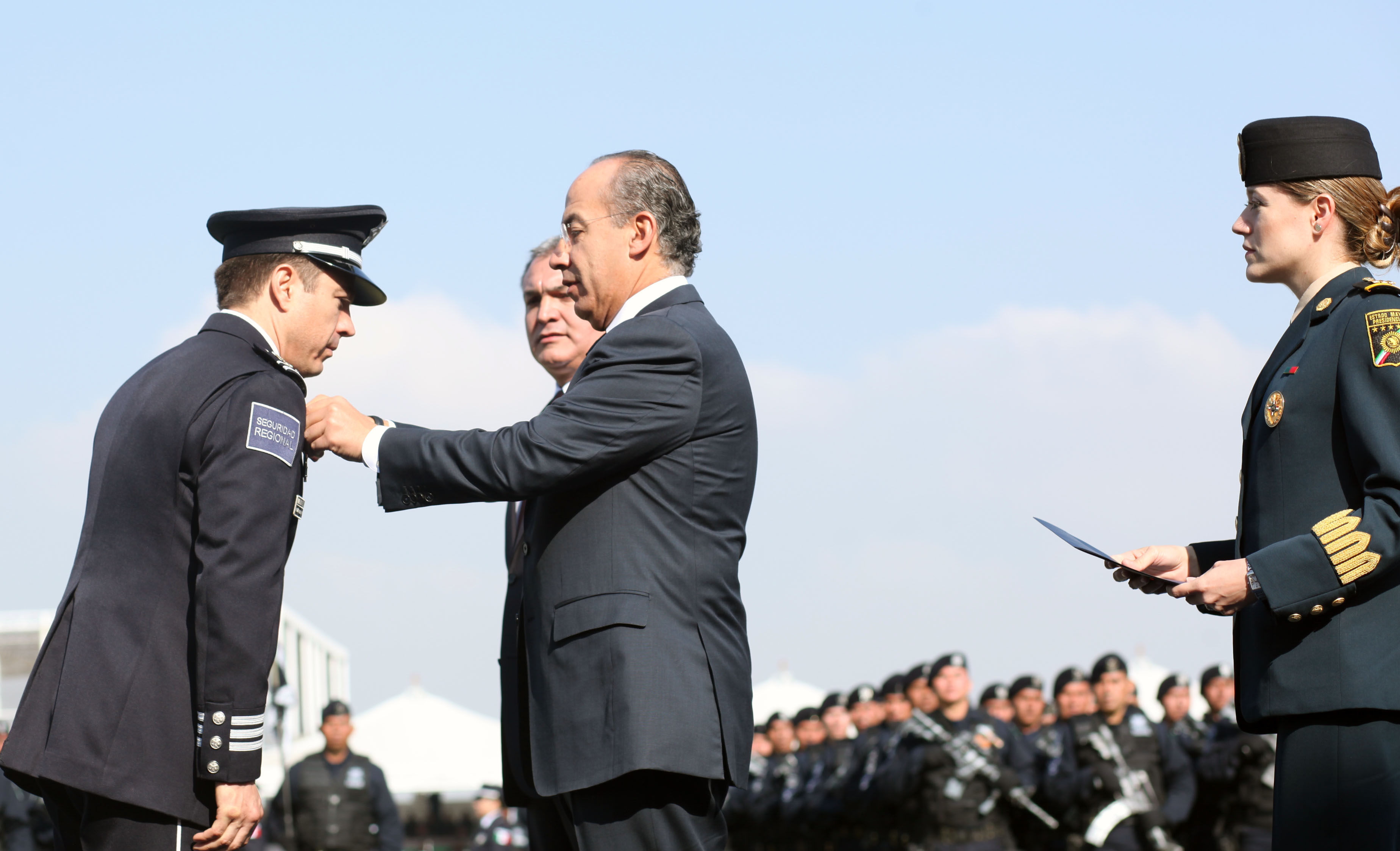
Luis Cárdenas Palomino con Felipe Calderón Hinojosa

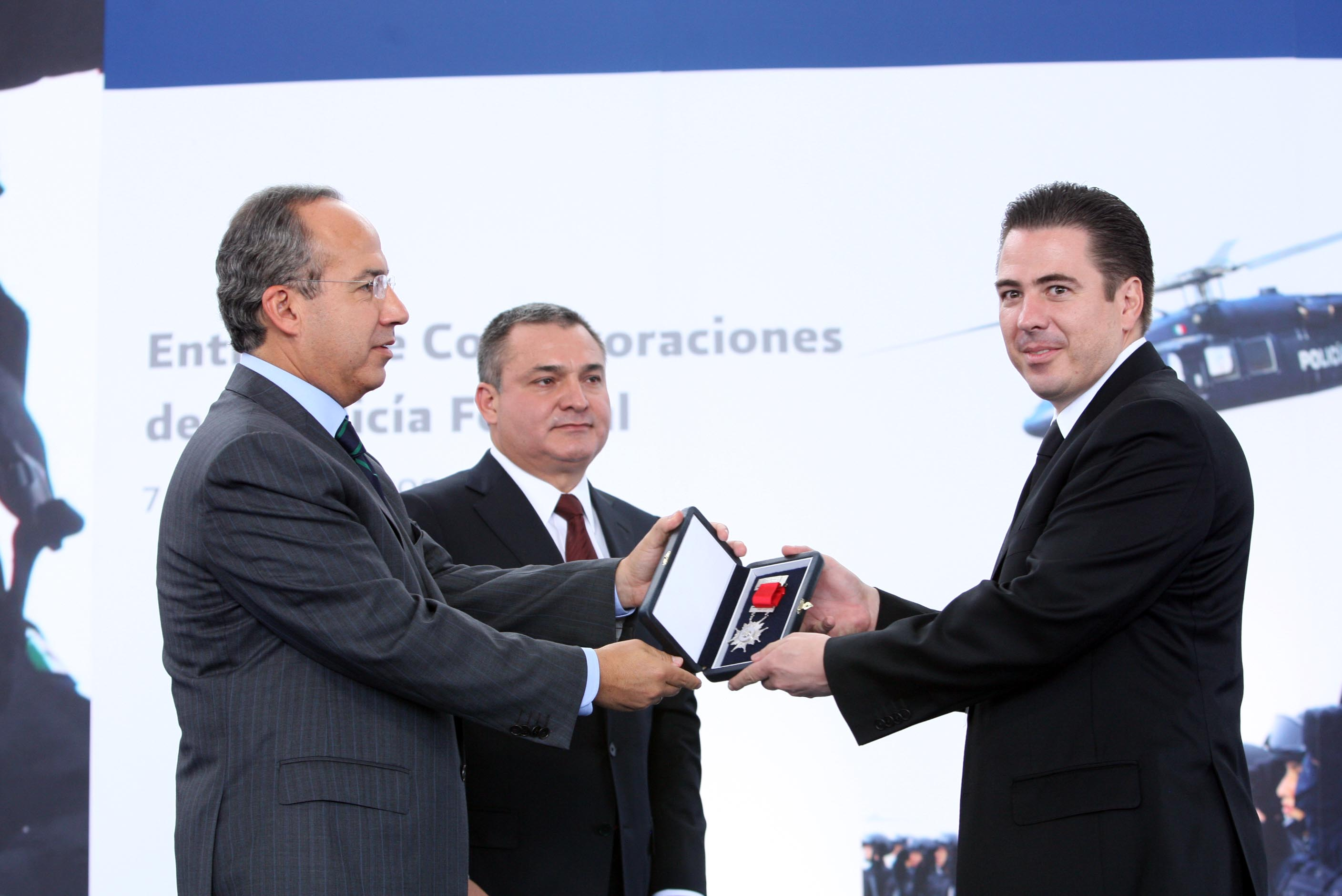
Luis Cardenas Palomino recibe la Medalla al Valor

## Biografía

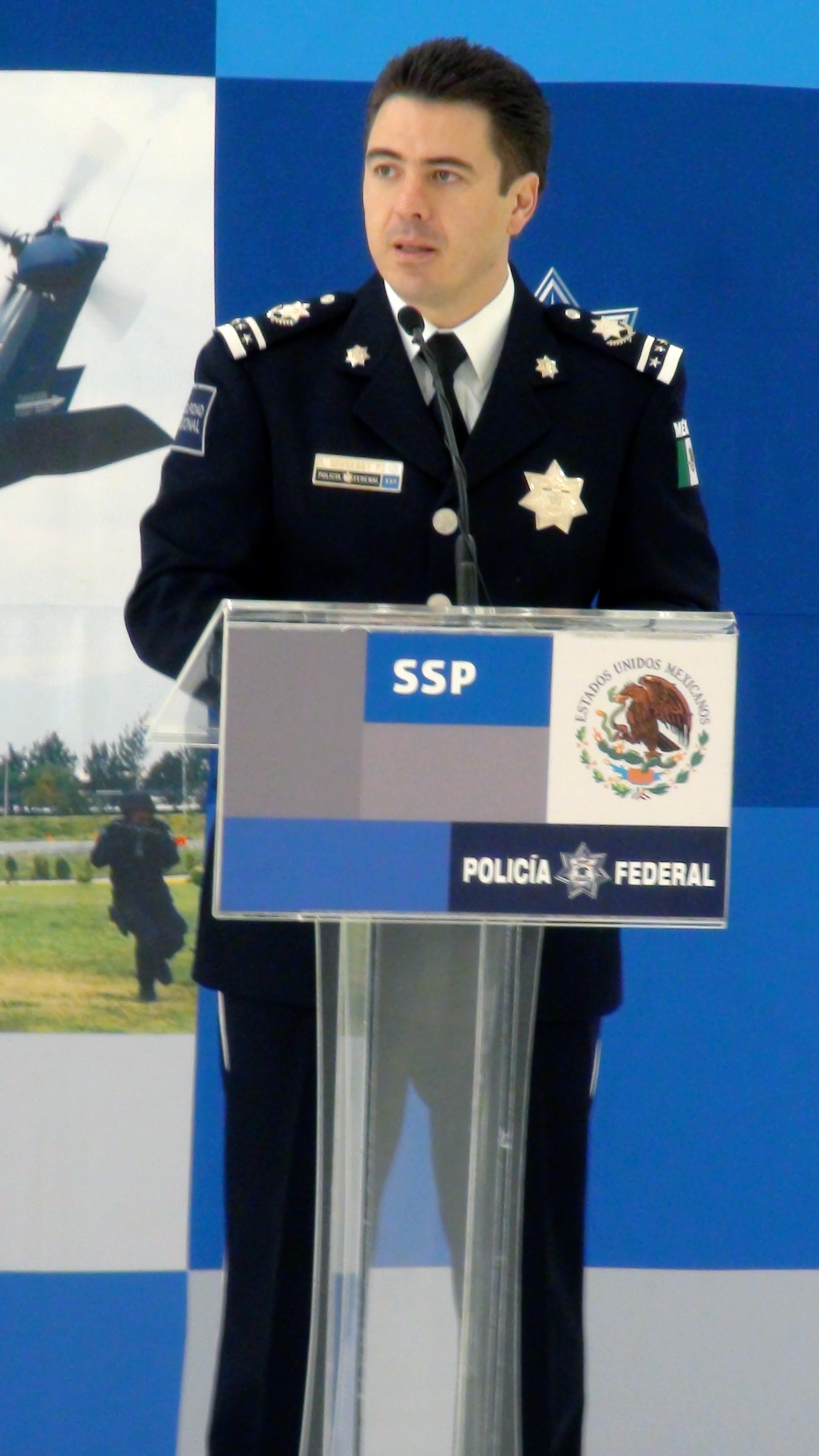
Luis Cárdenas Palomino

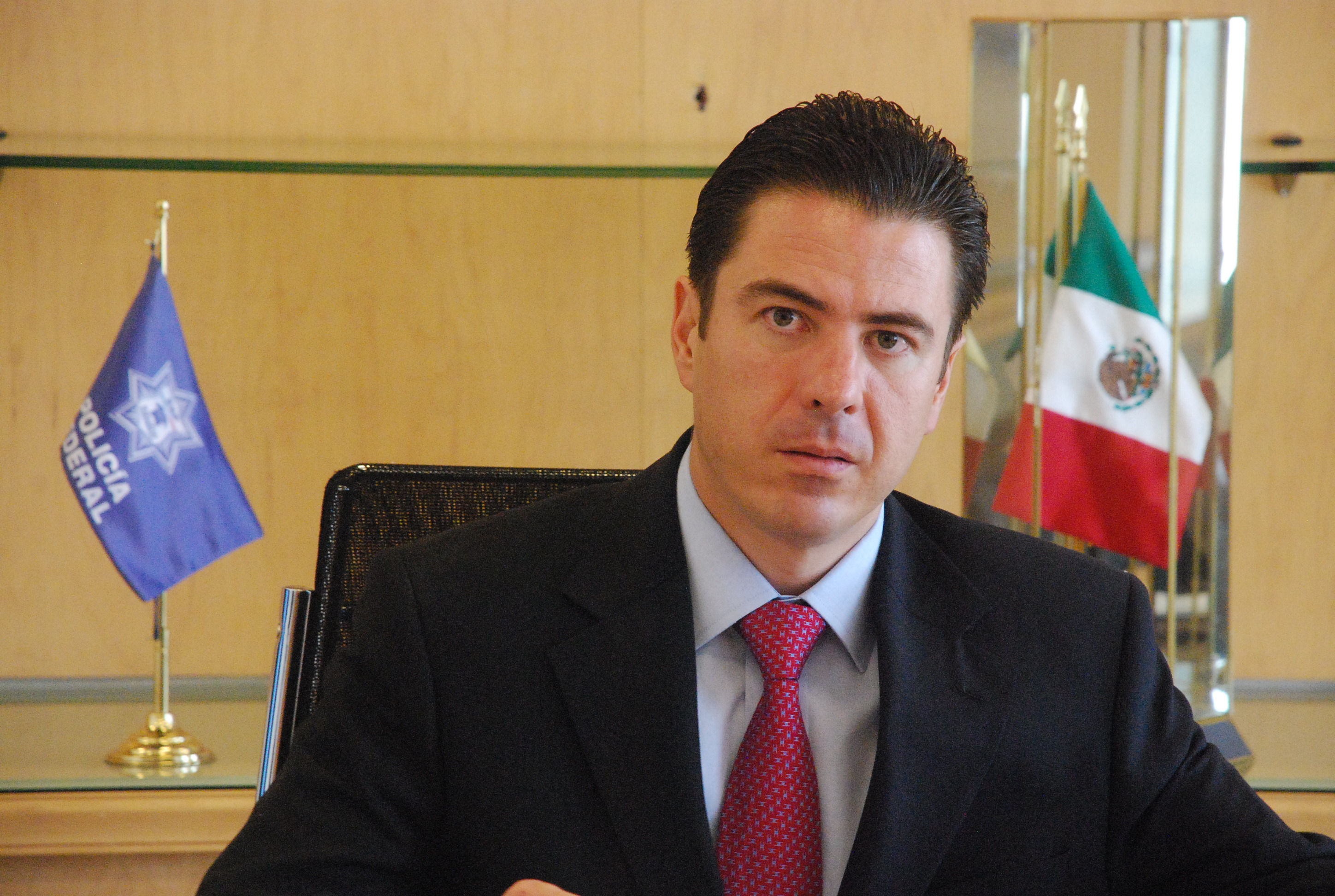
Luis Cardenas Palomino, Titular de la División de Seguridad Regional de la SSPf

### Actividades profesionales
En 1989 ingresó al Centro de Investigación y Seguridad Nacional (CISEN).
Su curriculum indica que en 1993, Luis Cárdenas Palomino fue designado para dirigir al primer grupo operativo del “Centro Nacional de Control de Drogas” de la Procuraduría General de la República. De su gestión destacan logros relacionados con la investigación y liberación de víctimas de secuestro, así como la creación de bases de información estratégica para la investigación de casos de privación ilegal de la libertad.
Luego, en 1996, se convirtió en el primer jefe del Grupo de Secuestros de la Unidad Especializada en Delincuencia Organizada (SIEDO) de la Procuraduría General de la República. Bajo el cargo, logró la desarticulación de 52 grupos delictivos.
En 2000 fue nombrado director general adjunto de la Policía Judicial Federal, contribuyendo a la evolución del organismo a la Agencia Federal de Investigación (AFI), primer modelo de Policía Investigadora de perfil profesional y eficiente en México.
En 2001 se convirtió en el primer director general de Investigación Policial de la AFI, dependiente de la PGR. Durante esta etapa generó esquemas operativos basados en el ciclo de Inteligencia, implementación de metodologías y sistematización de la información estratégica, así como el desarrollo de nuevas tecnologías aplicadas en la investigación de campo. Cinco años después fue designado encargado de despacho de la AFI.
Como director general de Seguridad Privada de la Secretaría de Seguridad Pública Federal, nombramiento recibido en 2007, estableció vínculos de colaboración y comunicación entre gobierno y las empresas dedicadas al ramo. Así, se crearon estrategias de operación, coordinación e integración institucional orientadas a preservar la seguridad de los mexicanos. Durante su gestión se estableció la normatividad para empadronar y regular la venta de vehículos blindados en el país.
En esta etapa creó el Servicio de Protección Federal, organismo desconcentrado del Gobierno Federal, encargado de brindar seguridad a instalaciones estratégicas federales y estatales en colaboración con la Policía Federal.
En julio de 2008 fue designado coordinador de Inteligencia para la Prevención del Delito, de la Policía Federal. Entre los logros obtenidos en esta etapa se encuentran la liberación de 354 víctimas y la desarticulación de 104 bandas de secuestradores.
Desde febrero de 2010 se desempeñó como titular de División de Seguridad Regional de la Policía Federal de México. Entre sus funciones se encontraba el diagnóstico permanente de la seguridad pública en los espacios federales. Destacaron incrementos en el aseguramiento de drogas, armas y personas relacionadas con la delincuencia organizada.

## Premios y distinciones
Entre los reconocimientos obtenidos por Luis Cárdenas Palomino destaca el reconocimiento concedido en marzo de 2001 por el Federal Bureau of Investigation (FBI) de los Estados Unidos a su destacada labor en el Servicio Público, Premio Innova 2005 por la implementación de Tecnología de Punta para la identificación y desarticulación de bandas delictivas, Certificación de la Norma ISO 9001:2000 de cuatro procesos de la investigación de secuestros, que son actualmente empleados a nivel internacional.
También destaca la Condecoración de la Orden del Mérito Policial conferida por el Gobierno Español y la Medalla al Valor, otorgada por primera ocasión por el Presidente Felipe Calderón en agosto de 2009.
En noviembre de 2010 fue reconocido por la Comunidad de Policías de América, como el Mejor Policía de México.

## Controversias
"Cuando tenía 18 años fue acusado de participar en una sangrienta jornada en la colonia Lindavista, una zona de clase media de la Ciudad de México. Su escalofriante confesión firmada por él mismo está en un expediente en la Procuraduría capitalina."
Luis Cárdenas Palomino tiene un expediente en la Procuraduría General de Justicia del Distrito Federal "su nombre aparece en las averiguaciones previas 13ª/4413/987 y 13ª/4419/987 por homicidio calificado".
Especialmente controvertida resultó su participación en el comprobado montaje mediático de la detención de supuestos integrantes de una banda de secuestradores conocida como "Los Zodiaco" el 9 de diciembre de 2005, violando de esta manera el derecho a la presunción de inocencia de los detenidos y ensuciando el caso irremediablemente.

### Aprehensión
El 5 de julio de 2021, Cárdenas Palomino fue aprehendido por integrantes de la Fiscalía Especializada en Materia de Derechos Humanos (FEMDH), de la Fiscalía General de la República (FGR), la Coordinación Nacional Antisecuestro (CONASE), el  Centro Nacional de Inteligencia (CNI), así como la Secretaría de Marina; en un inmueble del municipio de Naucalpan, Estado de México. Dando cumplimiento a la orden de aprehensión dictada en su contra desde el día 24 de septiembre de 2020 como probable responsable de la comisión de tortura en contra de Sergio Cortés Vallarta, Eduardo Estrada Granados, Ricardo Estrada Granados y Mario Vallarta Cisneros, hermano de Israel Vallarta Cisneros, quien es el presunto líder del grupo criminal de secuestradores "Los Zodiaco".
Tras ser detenido la madrugada del día lunes 5 de julio, Luis Cárdenas Palomino, ex director de Seguridad Regional de la Policía Federal, fue ingresado al penal del Altiplano, en el Estado de México.
El día miércoles 29 de junio de 2022, el Sexto Tribunal Unitario en Materia Penal del Primer Circuito confirmó que se acredita su probable responsabilidad en la comisión del delito de tortura. 
Por tanto, quien se presume como uno de los personajes allegados al ex secretario de Seguridad Pública, Genaro García Luna, permanecerá recluido en el penal de máxima seguridad en Almoloya de Juárez, Estado de México.